# دنگ فیور (گروه موسیقی)
دنگ فیور یک گروه موسیقی آمریکایی لس آنجلسی است که موسیقی راک کامبوجی و پاپ دهه‌های ۱۹۶۰ و ۷۰ را با راک سایکدلیک و دیگر سبک‌های موسیقی جهان ترکیب می‌کند.